# جورجيوس هاتزيانسيتيس
 جورجيوس هاتزيانسيتيس  (باليونانية : Γεώργιος Χατζηανέστης) قائد عسكري يوناني. ولد في أثينا عام 1863.
من مايو 1922 إلى نهاية الحرب في سبتمبر 1922، كان قائداً للقوات اليونانية خلال الأشهر الأخيرة من الحرب التركية اليونانية (1919-1922).
بعد محاكمة الستة، أعدم هاتزيانسيتيس بتهمة الخيانة العظمى مع خمسة من السياسيين في عام 1922، بتهمة مسئوليتهم عن هزيمة اليونان في تلك الحرب.